# Swissdec
Swissdec ist ein Qualitätslabel für Lohnbuchhaltungssysteme. Herausgeber dieses Qualitätslabels ist der gleichnamige Verein Swissdec, ein Gemeinschaftsprojekt der Suva, des Vereins eAHV, der Schweizerischen Steuerkonferenz, des Bundesamtes für Statistik (als Vertreter des Bundes) und des Schweizerischen Versicherungsverbandes. Der Verein definiert die Standards, zertifiziert die ERP-Hersteller bzw. deren Lohnbuchhaltungsprogramme und stellt die Infrastruktur inkl. Datenschutz für die Übermittlung bereit.
Lohnbuchhaltungssysteme mit dem Label Swissdec bieten eine standardisierte Form der elektronischen Übermittlung von Lohn- und Leistungsdaten von den Unternehmen zu den angeschlossenen Sozialversicherungen und Behörden.

„Der Verein bezweckt die Standardisierung, Vereinheitlichung und Vereinfachung der (elektronischen) Übermittlung von Daten (insb. Lohndaten, Leistungsdaten und Finanzdaten), welche Unternehmen und Arbeitgeber aufgrund einer gesetzlichen Pflicht oder einer vertraglichen Vereinbarung zur gesetzeskonformen Weiterbearbeitung an Empfängerorganisationen (insb. Behörden oder Finanzinstitutionen) zu liefern haben.“

Durch diese Definition ist es dem Verein möglich, auch weitere Standards zu definieren. Der Leistungsstandard-CH (KLE) sowie die Swissdec-Unternehmens-Authentifizierung wurden bereits umgesetzt; weitere sind in der Entwicklung.